# Kolarstwo na Letnich Igrzyskach Olimpijskich 1928 – tandemy mężczyzn
Rywalizacja tandemów była jedną z konkurencji rozgrywanych podczas IX Letnich Igrzysk Olimpijskich. Została rozegrana na Stadionie Olimpijskim w Amsterdamie.
Rywalizowano na dystansie 2000 metrów.
Wystartowało 7 dwuosobowych zespołów.

## Wyniki

### Pierwsza runda
Do dalszych wyścigów awansowali zwycięzcy poszczególnych wyścigów.
Wyścig 1
| Pozycja | Zawodnik                     | Reprezentacja | Czas | Uwagi |
| ------- | ---------------------------- | ------------- | ---- | ----- |
| 1.      | Bernard Leene Daan van Dijk  | Holandia      | 12,0 | Q     |
| 2.      | August Schaffer Franz Dusika | Austria       |      |       |

Wyścig 2
| Pozycja | Zawodnik                    | Reprezentacja   | Czas | Uwagi |
| ------- | --------------------------- | --------------- | ---- | ----- |
| 1.      | Ernest Chambers Jack Sibbit | Wielka Brytania | 13,2 | Q     |
| 2.      | Henri Lemoine Hubert Guyard | Francja         |      |       |

Wyścig 3
| Pozycja | Zawodnik                            | Reprezentacja    | Czas | Uwagi |
| ------- | ----------------------------------- | ---------------- | ---- | ----- |
| 1.      | Hans Bernhardt Karl Köther          | Rzesza Niemiecka |      | Q     |
| 2.      | Ludwik Turowski Stanisław Podgórski | Polska           |      |       |

Wyścig 4
| Pozycja | Zawodnik                         | Reprezentacja | Czas | Uwagi |
| ------- | -------------------------------- | ------------- | ---- | ----- |
| 1.      | Adolfo Corsi Francesco Malatesta | Włochy        |      | Q     |

### Półfinały
Wyścig 1
| Pozycja | Zawodnik                         | Reprezentacja   | Czas | Uwagi |
| ------- | -------------------------------- | --------------- | ---- | ----- |
| 1.      | Ernest Chambers Jack Sibbit      | Wielka Brytania | 12,2 | Q     |
| 2.      | Adolfo Corsi Francesco Malatesta | Włochy          |      |       |

Wyścig 2
| Pozycja | Zawodnik                    | Reprezentacja    | Czas | Uwagi |
| ------- | --------------------------- | ---------------- | ---- | ----- |
| 1.      | Bernard Leene Daan van Dijk | Holandia         | 12,2 | Q     |
| 2.      | Hans Bernhardt Karl Köther  | Rzesza Niemiecka |      |       |

### Wyścig o brązowy medal
| Pozycja | Zawodnik                         | Reprezentacja    | Czas | Uwagi |
| ------- | -------------------------------- | ---------------- | ---- | ----- |
| brąz    | Hans Bernhardt Karl Köther       | Rzesza Niemiecka | 12,2 |       |
| 2.      | Adolfo Corsi Francesco Malatesta | Włochy           |      |       |

### Finał
| Pozycja | Zawodnik                    | Reprezentacja   | Czas | Uwagi |
| ------- | --------------------------- | --------------- | ---- | ----- |
| złoto   | Bernard Leene Daan van Dijk | Holandia        | 11,8 |       |
| srebro  | Ernest Chambers Jack Sibbit | Wielka Brytania |      |       |